# Васил Войнов (политик)
Вижте пояснителната страница за други личности с името Васил Войнов.
Васил Младенов Войнов е български политик и общественик.
Бил е заместник-министър на труда и социалната политика (2005 – 2009), общински съветник в съвета на Община Девин през периода 2003 – 2005 г. и представител на НПО-организации през различни периоди от време.

## Ранни години
Роден е в село Црънча, Странджа или Странча, предходно едноименно древно селищно средище Рата, бивша околия Драма, по-късно в състава на община Кочан, община Слащен, Община Сатовча, Благоевградски окръг, а от 1987 г. към Община Доспат, област Смолян. В детските си години живее в родното си село, където учи до 4-ти клас, в класа на Ангел и Параскева Младенови, учители от Михайловград, Северозападна България. По техни думи, той е бил сред много добрите, ученолюбиви, любознателни и същевременно много палави и непокорни ученици от класовете на училището. В тази възраст се увлича от техниката, машините и новостите, породено от работата на баща му, който е един от първите образовани специалисти в района, работещ като енергетик в различни предприятия.
Според учителите му, първата проява на изявено организирано непокорство се проявява в началото на осемдесетте години 1972 година, по време на Възродителния процес, провеждан в района на помашките села в България, когато като деца заедно със свои съученици участват в така наречения протест „Бунта на камъка“. Протестът е бил израз на противопоставяне на населението, чрез хвърляне и търкаляне на камъни за затрупване на стръмен километров участък от главния път, водещ към селото в местността „Калѝща“, и отчаян опит за противопоставяне на населението срещу мероприятията на тогавашните държавни и военни власти за навлизане в селото и извършване на насилствена промяна на имената и процес на културна унификация.
След завършване на начално образование в селото редом с другите ученици продължава основното си образование в общинския център село Кочан, където учи и живее 4 години в ученически пансион „Кочан“, известен с тогавашния си строг и суров денонощен надзор и учебно-възпитателен режим. През 1980 година, като организатор и водач, заедно със своите съученици Антон Долапчиев (Далгъ̀ча) и Северин Хаджиев (Дзѝмата), напускат свободно учебните занятия в пансиона без разрешение и след пътуване към южната граница за родното си село, са обвинени в диверсионна дейност, че умишлено са прекъснали телефонните връзки и съобщения към граничните застави и селата Ваклиново, Црънча и Бръщен с цел саботаж, за да извършат пресичане на държавната граница с Гърция и бягство в чужбина. След тези действия и след издирване в планината, те са задържани и разпитвани от служители на вътрешното разузнаване на тогавашните Гранични войски. При бягството им от пансиона е обявена повишена бойна готовност на всички гранични застави между градовете Гоце Делчев и Смолян, поради предишен през 1972 г., неуспешен опит на граничните власти да предотвратят и да заловят група ученици от така наречената „Канадска петорка“ в с. Бръщен, които извършват незаконно преминаване и бягство през българо-гръцката граница през Гърция за Канада.
След завършване на основното си образование през 1979 година продължава в известната в района, с предлаганите допълнителни професионално-технически квалификации, гимназия в гр. Доспат. През 1983 година завършва средно гимназиално образование където придобива и допълнителна квалификация „механик ДВГ – шофьор-професионалист категория B, С, Ткм“. Приет е за студент в редовно обучение във Висшия селскостопански институт, Пловдив. В периода 1983 – 1985 година отбива военния си дълг и служи в редовете на Българската армия като редовно служещ войник и транспортен шофьор в транспортната рота на военно поделение 28390 в гр. Гоце Делчев, известно с името „Черният полк“, или от по-минало време (от 1941 г., заради извършените военните действия в Драма и Солун) с името 39-и Солунски („Касапски“) полк.

## Образование
- През 1999 – 2002 година следва и завършва висше образование, образователно-квалификационна степен магистър по икономика, специалност „Финанси“ в Технически университет, Варна.
- През 1994 – 1995 година придобива специализация „Маркетинг на храните и ресурсите“ в Университет Делауер, САЩ (Факултет по икономика на храните и ресурсите), с модулно обучение в България и САЩ.
- През 1992 – 1994 година следва и завършва (днешна образователно-квалификационна степен бакалавър), квалификация „Юрист с ограничена правоспособност“, специалност „Право – бизнес и държавна администрация“ в Института за следдипломна квалификация на УНСС, София.
- През 1985 – 1990 година следва и завършва висше образование в Аграрния университет, Пловдив (днешна образователно-квалификационна степен магистър), квалификация инженер-агроном, специалност „Растениевъдство – полевъдство“, специализация „Агрохимия“.
- През 1980 – 1983 година учи и завършва средно гимназиално образование в СПУ „Димитър Благоев“, гр. Доспат, Област Смолян.
- През 1976 – 1980 година учи и завършва основно образование в СОУ „Христо Смирненски“, с. Кочан, област Благоевград.
- През 1972 – 1976 година учи и завършва начално образование в ОУ „Никола Вапцаров“, с. Црънча, Област Благоевград.

## Трудова кариера
В периода 1985 – 1990 година следва редовно обучение и завършва Аграрния университет – Пловдив, с квалификация инженер-агроном и с допълнително придобита квалификация педагогика. През периода на следването си се жени за Катя Росенова Чолакова – студентка, учеща за рентгенов лаборант в Полувисшия медицински институт – Пловдив, с която по-късно имат дъщеря. В последната година от следването си работи като стажант главен-агроном в Аграрно-промишлен комплекс „Въча“, Девин, Област Смолян. През различни периоди на трудовата си кариера работи в публичния и частния сектор. В периода 1991 – 2002 година работи на различни длъжности в общинската администрация на гр. Девин (организатор, специалист, главен специалист, експерт, началник отдел), като междувременно завършва и придобива различни специалности в Института за следдипломна квалификация при УНСС, специализация към университет Делауер, САЩ, магистърска квалификация в Технически Университет – Варна и други допълнителни обучения.
През 1999 година е избран от Общинския съвет в Девин за заместник-кмет на Община Девин, но поради вътрешни административни пречки 2 години не е допускан да изпълнява функциите си като такъв, а работи на други длъжности, след което през 2001 година напуска общинската администрация. След това известно време работи като началник на цех в трикотажното и текстилно производство на цеховете в с. Црънча, към „Текс-уорк“ ООД в с. Кочан и „Стил-греко“ ООД в с. Абланица.
На местните избори през 2003 година е издигнат като независим кандидат за общински кмет с гражданска листа съветници от регистрирана политическа партия, където е избран за общински съветник в Общински съвет на Община Девин. В периода 2004 – 2005 година работи като експерт в областната дирекция Смолян на Държавен фонд „Земеделие“, след което преминава на друга работа.
От септември 2005 до януари 2009 година след получено предложение, започва работа като заместник-министър в Министерството на труда и социалната политика. От края на януари 2009 година до октомври 2009 г. работи като началник на отдел и заместник-директор в Центъра за развитие на човешките ресурси и регионални инициативи, София. След това преминава на работа в частния сектор.
Основната му трудова кариера е разнообразна през периода на трудовата му дейност.
- 2020 – от месец декември е председател на НПО организация „НАРОДНО ДРУЖЕСТВО РОДОПИ“ .
- 2010 г., от месец април, търговски представител и консултант в „KCG-Group“ Ltd. и други дружества с дейности в частния сектор.
- 2009 – 2010 г., октомври – април, главен специалист и директор на търговско дружество „ВИК“ ООД, Девин.
- 2009 – 2009 г., януари – октомври, началник на отдел и заместник-директор в „Центъра за Развитие на Човешките Ресурси и Регионални Инициативи“ към Министерството на труда и социалната политика.
- 2005 – 2009 г., септември – януари, заместник-министър в Министерството на труда и социалната политика.
- 2004 – 2005 г., април – септември, експерт в областната дирекция Смолян на Държавен фонд „Земеделие“.
- 2003 – 2005 г., октомври – септември, общински съветник в Общинския съвет, Девин, включително председател на постоянна комисия „Стопанска политика и общинска собственост“ и член на постоянна комисия „Бюджет и финанси“.
- 2002 – 2002 г. март – юли, началник „Производство“ в текстилно-трикотажни цехове Црънча на „Текс-уорк“, с. Кочан и „Стил-греко“, с. Абланица, обл. Благоевград.
- 1991 – 2002 г., август – февруари, в Общинската администрация, Община Девин, заемайки последователно длъжностите заместник-кмет (неизпълняващ) на Община Девин, началник на отдел „Общинска собственост“, главен специалист „Селско, горско, водно стопанство и екология“, специалист „Стопанисване и ефективно използване на общинската собственост“, организатор „Общинска собственост, селско, горско, водно стопанство и екология“.
- 1990 – 1994 г., управител и собственик на ЕТ „ЧЕЧ“, Девин.
- 1991 г. януари – март, въоръжен охранител в Механичния завод, Девин (от ВМЗ, гр. Сопот).
- 1983 – 1985 г. октомври – октомври, редовно служещ в Българската армия като войник, транспортен шофьор в транспортната рота на военно поделение 28390, гр. Гоце Делчев, окръг Благоевградски.

## Политическа кариера
- Първоначалната му политическа дейност започва в края на 1989 и началото на 1990 година. Заедно с активисти от Община Девин става учредител на структурите на общинските организации на новосъздадените партии (БСДП), присъединена към образуваната политическа коалиция Съюз на демократичните сили в община Девин. Избран е за заместник-председател на общинската партийна организация. Членува в коалицията, впоследствие преобразувана като политическа партия Съюз на Демократичните Сили, която поради несъгласие с водената политика напуска и прекратява членството си в края на 1998 година.
- В периода 1998 – 2004 година е политически необвързан. През ноември 2003 година участва като независим кандидат, регистриран от партия за местните избори за общински кмет с гражданска листа съветници, като впоследствие е избран за общински съветник в Община Девин.
- В края на 2004 година е привлечен и поканен да членува в политическа партия Движение за права и свободи, където е избран за секретар на общинската организация, в която членува и изпълнява тази длъжност до средата на 2008 година. Общинската организация неофициално преустановява дейността си и поради вътрешни противоречия се разформирова на 2 юни 2008 година. Непосредствено след провеждането на местните избори, поради масово неспазване на устава от членуващите в нея членове и организации на местните съвети, се стига до нелегитимна представителност на цялата организация и всичките нейни членове.
- От началото на 2009 г. до днес е политически необвързан;

## Семейство
Васил Войнов е женен за Катя Росенова Войнова, която е бакалавър, „Рентгенов лаборант“ и работи в многопрофилна болница за активно лечение. От брака си имат една дъщеря..
- Семейството на родителите му се състои от баща Младен Исаков Войнов (Драмски) – енергетик и майка Емине Рамзиева Якубова, майстор шивач народни занаяти, шевици, терлици, китеници и земеделски производител, както и две по-малки сестри.
- Дядо му по майчина линия Рамзи Якубов, от семейство на преселници от района на Кавала, през 1949 г. е осъден на 5 години строг тъмничен затвор от Неврокопския областен съд за „образуване, участие и подпомагане на група с цел да работи за събаряне или отслабване на установената държавна власт“ и за участие в „Горянското движение“. През 1972 г. в началото на кампанията по така нареченият „Възродителен процес“ срещу помаките в България и като противник на този процес е заточен временно и принудително заселен за период от 2 години в гр. Крън (Казанлъшко).
- Дядото му по бащина линия Юсен Шабански – Драмски, от семейство на преселници от района на Драма. Производител и търговец на мед, пчелни продукти и гребени за тъкачни станове. Участник във Втората световна война 1943 г. – 1945 г. За проявена храброст и добра служба е награждаван многократно.

## Други дейности
- Автор е на проект „Родопи - по пътеките на Орфей и Евридика“, отнасящ се за откриване и възстановяване на 2 от направленията на съществуващите в миналото древни тракийски и римски пътища между България и Гърция в региона на планината Родопи;[3] и Беломорието;
- Васил Войнов (11 ноември 2005). "РОДОПИ – По пътеките на Орфей и Евридика“, Blogspot.bg.
- Съавтор на идеен мегапроект ХЕК „Рата“ за изграждане на комплексен язовир и каскада от 3 язовира с построяване на язовирни гравитационни стени от 150, 130 и 60 метра на река Рата (Доспат). Първата е планувана да бъде построена на 1 километър след сливката на Рата и Кочанската река в местност „Шумата“, между землищата на село Бръщен, Област Смолян и село Жижево, Област Благоевград, като част от хидротехническите съоръжения на каскада „Нестос-Места“ и каскада „Рата“, разположени на териториите на България и Гърция. Проектът има за цел съхранение, акумулиране и регулиране на водните количества на оттоците на река Места и пълноценното им енергийно и екологично използване в 5 основни направления. Производство на екологически чиста електроенергия, питейно водоснабдяване на част от населените места на Община Сатовча и Община Доспат, използване водите за напояване на земеделските площи на Ваклиновското и Кочанското поле чрез хидромелиоративни съоръжения, промишлено рибопроизводство, туристически и спортен риболов, развитие на туристическия потенциал на района чрез създаване и предлагане на водни и спортни туристически атракции и услуги. Съавтор по проекта е и Атанас Кумбаров, родом от с. Кочан, учащ студент и работещ в чужбина. Допълнителна стратегическа цел на енергийния комплекс е контролирана регулация чрез ПАЕС на водните количества от реките в Родопите, оттичащи се по направление – Гърция и Турция.
- Васил Войнов (6 юни 2006). "ХЕК – РАТА“, Blogspot.bg.
- През 2012 година Васил Войнов участва в учредяването на НПО „Европейски Институт Помак“ и заема длъжността финансов директор[4][5].
- През 2013 година е председател на Инициативен Комитет „Върнете земята на Црънча“.
- От 2014 година е председател на Обществен Съвет „РАТА – ЦРЪНЧА – Минало, Настояще, Бъдеще“.
- От 2020 година е председател на НАРОДНО ДРУЖЕСТВО РОДОПИ (NATIONAL ASSOCIATION RODOPY) със седалище град Девин, област Смолян .